# Radovica
Radovica je naselje vaškega značaja v Občini Metlika.

## Opis
Obmejna gručasta vas v belokranjskem mejnem zatoku se nahaja na lapornem slemenu med grapama na južnem podnožju Gorjancev. Pod vasjo so vinorodne Rebrine. Dostop do naselja je iz Bušinje vasi in Metlike, cesta vodi naprej na Hrvaško. Vinogradi so na južnih, prisojnih pobočjih, na severnih in zahodnih so njive. Pod vasjo je zakrasnel teren s steljniki. Na robu vasi stoji poznobaročna podružnična cerkev sv. Marije Vnebovzete.